# Бевин, Александр
Александэр Бэвин (англ. Alexander Bevin; род. 17 февраля 1929, США) — американский историк.
Закончил Северо-Западный университет (1954).
Книга Бэвина "Lost Victories: The Military Genius of Stonewall Jackson" (2004) была отмечена изданием "Civil War Book Review", академическим изданием Центра гражданской войны США в Университете штата Луизиана, когда она была названа одной из семнадцати книг, которые больше всего изменили науку о Гражданской войне в США.

## Труды
- Korea: The First War We Lost (1987)
- The Strange Connection: U.S. Intervention in China, 1944-1972 (1992)
- How Great Generals Win (1993)
- The Future of Warfare (1995)
- Robert E. Lee's Civil War (1999)
- How Hitler Could Have Won World War II: The Fatal Errors That Led to Nazi Defeat (2001)
- How Wars Are Won: The 13 Rules of War from Ancient Greece to the War on Terror (2003)
- Lost Victories: The Military Genius of Stonewall Jackson (2004)
- How America Got It Right: The U.S. March to Military and Political Supremacy (2006)
- How the South Could Have Won the Civil War: The Fatal Errors That Led to Confederate Defeat (2007)
- Inside the Nazi War Machine: How Three Generals Unleashed Hitler's Blitzkrieg Upon the World (2010)
- Sun Tzu at Gettysburg: Ancient Military Wisdom in the Modern World (2011)
- MacArthur's War (2013)
- Such Troops as These: The Genius and Leadership of Confederate General Stonewall Jackson (2014)

### Издания на русском языке
- 10 утраченных побед Гитлера (2003, 2010)
- Как выигрываются войны (2004)